# Шрётер, Леопольд
Леопольд Шрётер фон Кристелли (5 февраля 1837, Грац — 22 апреля 1908, Вена — австрийский медик, врач-ларинголог и терапевт, редактор, педагог, профессор, доктор медицины (1861)

## Биография
Сын химика Антона Шрётера.
Изучал медицину в Венском университете, в 1863—1869 годах работал ассистентом профессора, с 1867 года — приват-доцент венского университета, в 1869 году — адъюнкт-профессор, в 1875 году — экстраординарный профессор болезней горла и грудной клетки, занял там университетскую кафедру горловых и грудных болезней.
В 1877—1881 годах работал старшим врачом в госпитале Rudolf-Stiftung, а с 1881 года — в «Allgemeinen Krankenhaus». В 1893 году — ординарный профессор внутренних болезней.
Первоначально как ларинголог, Леопольд Шрётер занимался другими разделами внутренней медицины. Особое его внимание привлекали болезни грудной клетки, и уже в 1883 году он высказал свои идеи о санаторном лечении пневмонии.
Л. Шрётер — выдающийся диагност и искусный оператор в болезнях гортани, автор нескольких крупных, проливающих новый свет на болезни грудных органов и горла работ.
Похоронен на Центральном кладбище Вены.

## Избранные публикации
- «Beiträge zur laryngoskopischen Chirurgie» (в «Medizinischen Jahrbüchern», 1868—1869);
- «Beitrag zur Behandlung der Larynx-Stenosen», (1876);
- «Beitrag zur localen Anaesthesie des Larynx», (1881);
- «Über die Lungentuberkulose und die Mittel zu ihrer Heilung»(1890-1891);
- «Ueber die Temperaturverhältnisse bei der kroupösen Pneumonie» (1899);
- «Die Herzkrankheiten» (в учебнике спец. патологии и хирургии Цимсена);
- «Vorlesungen über die Krankheiten des Kehlkopfes» (2 изд., 1893);
- «Ueber Krankheiten der Luftröhre» (1896);
- «Hygiene der Lunge im gesunden und kranken Zustand» (1903);
- «Über Hotelbau vom hygienischen Standpunkte» (1906)

Был соредактором журналов: «Wiener Klinischen Wochenschrift», «Zeitschrift für Klinische Medizin», «Monatsschrift für Ohrenheilkunde und Kehlkopfkrankheiten».